# Großsteingrab Holsten (Ankum)
Das Großsteingrab Holsten war eine megalithische Grabanlage der jungsteinzeitlichen Trichterbecherkultur bei Holsten, einem Ortsteil von Ankum im Landkreis Osnabrück (Niedersachsen). Es wurde im späten 19. oder frühen 20. Jahrhundert zerstört.

## Lage
Das Grab befand sich südöstlich des Ortes auf dem höchsten Punkt einer Anhöhe zwischen dem Ankumer und dem Loxter Bach. Um das Großsteingrab herum lagen sieben Grabhügel.

## Beschreibung
Nach einem Bericht von 1865 waren damals nur drei Wandsteine und ein Deckstein erkennbar. Weitere Steine schienen noch in der Erde zu stecken. Eine spätere Untersuchung zeigte, dass insgesamt 13 Steine vorhanden waren und die Anlage eine Länge von 17 bis 18 Schritt (ca. 13–14 m) besessen hatte. Der genaue Grabtyp lässt sich anhand dieser Angaben nicht bestimmen. Um 1890 scheint das Grab noch erhalten gewesen zu sein.